# Lista planetelor minore/152901–153000
Aceasta este Lista planetelor minore/152901–153000; pentru a naviga prin lista completă vezi Lista planetelor minore.
Pentru ale detalii vezi și Proiect:Astronomie sau Portal:Astronomie.
| Nume     | Denumire provizorie | Data descoperirii | Locul descoperirii | Descoperitor(i)    |
| -------- | ------------------- | ----------------- | ------------------ | ------------------ |
| 152901 - | 2000 DR31           | 29 februarie 2000 | Socorro            | LINEAR             |
| 152902 - | 2000 DC32           | 29 februarie 2000 | Socorro            | LINEAR             |
| 152903 - | 2000 DP46           | 29 februarie 2000 | Socorro            | LINEAR             |
| 152904 - | 2000 DW52           | 29 februarie 2000 | Socorro            | LINEAR             |
| 152905 - | 2000 DW60           | 29 februarie 2000 | Socorro            | LINEAR             |
| 152906 - | 2000 DN64           | 29 februarie 2000 | Socorro            | LINEAR             |
| 152907 - | 2000 DP65           | 29 februarie 2000 | Socorro            | LINEAR             |
| 152908 - | 2000 DH70           | 29 februarie 2000 | Socorro            | LINEAR             |
| 152909 - | 2000 DW72           | 29 februarie 2000 | Socorro            | LINEAR             |
| 152910 - | 2000 DS74           | 29 februarie 2000 | Socorro            | LINEAR             |
| 152911 - | 2000 DY78           | 29 februarie 2000 | Socorro            | LINEAR             |
| 152912 - | 2000 DQ86           | 29 februarie 2000 | Socorro            | LINEAR             |
| 152913 - | 2000 DX100          | 29 februarie 2000 | Socorro            | LINEAR             |
| 152914 - | 2000 DK103          | 29 februarie 2000 | Socorro            | LINEAR             |
| 152915 - | 2000 DA114          | 27 februarie 2000 | Kitt Peak          | Spacewatch         |
| 152916 - | 2000 EL4            | 2 martie 2000     | Kitt Peak          | Spacewatch         |
| 152917 - | 2000 EM4            | 2 martie 2000     | Kitt Peak          | Spacewatch         |
| 152918 - | 2000 EN21           | 4 martie 2000     | Socorro            | LINEAR             |
| 152919 - | 2000 EU21           | 5 martie 2000     | Socorro            | LINEAR             |
| 152920 - | 2000 EG29           | 5 martie 2000     | Socorro            | LINEAR             |
| 152921 - | 2000 EK32           | 5 martie 2000     | Socorro            | LINEAR             |
| 152922 - | 2000 EC51           | 3 martie 2000     | Kitt Peak          | Spacewatch         |
| 152923 - | 2000 EC60           | 10 martie 2000    | Socorro            | LINEAR             |
| 152924 - | 2000 EM65           | 10 martie 2000    | Socorro            | LINEAR             |
| 152925 - | 2000 EB67           | 10 martie 2000    | Socorro            | LINEAR             |
| 152926 - | 2000 EJ76           | 5 martie 2000     | Socorro            | LINEAR             |
| 152927 - | 2000 EG77           | 5 martie 2000     | Socorro            | LINEAR             |
| 152928 - | 2000 EG91           | 9 martie 2000     | Socorro            | LINEAR             |
| 152929 - | 2000 EZ92           | 9 martie 2000     | Socorro            | LINEAR             |
| 152930 - | 2000 EB102          | 14 martie 2000    | Kitt Peak          | Spacewatch         |
| 152931 - | 2000 EA107          | 15 martie 2000    | Socorro            | LINEAR             |
| 152932 - | 2000 EM128          | 11 martie 2000    | Anderson Mesa      | LONEOS             |
| 152933 - | 2000 EO131          | 11 martie 2000    | Socorro            | LINEAR             |
| 152934 - | 2000 EO133          | 11 martie 2000    | Socorro            | LINEAR             |
| 152935 - | 2000 EZ134          | 11 martie 2000    | Anderson Mesa      | LONEOS             |
| 152936 - | 2000 EP135          | 11 martie 2000    | Anderson Mesa      | LONEOS             |
| 152937 - | 2000 EO142          | 3 martie 2000     | Socorro            | LINEAR             |
| 152938 - | 2000 EU193          | 3 martie 2000     | Socorro            | LINEAR             |
| 152939 - | 2000 FY4            | 27 martie 2000    | Kitt Peak          | Spacewatch         |
| 152940 - | 2000 FU5            | 25 martie 2000    | Kitt Peak          | Spacewatch         |
| 152941 - | 2000 FM10           | 30 martie 2000    | Kitt Peak          | Spacewatch         |
| 152942 - | 2000 FN10           | 30 martie 2000    | Socorro            | LINEAR             |
| 152943 - | 2000 FY10           | 26 martie 2000    | Socorro            | LINEAR             |
| 152944 - | 2000 FD25           | 29 martie 2000    | Socorro            | LINEAR             |
| 152945 - | 2000 FR25           | 27 martie 2000    | Anderson Mesa      | LONEOS             |
| 152946 - | 2000 FG28           | 27 martie 2000    | Anderson Mesa      | LONEOS             |
| 152947 - | 2000 FE30           | 27 martie 2000    | Anderson Mesa      | LONEOS             |
| 152948 - | 2000 FP32           | 29 martie 2000    | Socorro            | LINEAR             |
| 152949 - | 2000 FG58           | 26 martie 2000    | Anderson Mesa      | LONEOS             |
| 152950 - | 2000 FQ64           | 30 martie 2000    | Socorro            | LINEAR             |
| 152951 - | 2000 FJ71           | 29 martie 2000    | Kitt Peak          | Spacewatch         |
| 152952 - | 2000 GC2            | 2 aprilie 2000    | Socorro            | LINEAR             |
| 152953 - | 2000 GT21           | 5 aprilie 2000    | Socorro            | LINEAR             |
| 152954 - | 2000 GN27           | 5 aprilie 2000    | Socorro            | LINEAR             |
| 152955 - | 2000 GM35           | 5 aprilie 2000    | Socorro            | LINEAR             |
| 152956 - | 2000 GM37           | 5 aprilie 2000    | Socorro            | LINEAR             |
| 152957 - | 2000 GD42           | 5 aprilie 2000    | Socorro            | LINEAR             |
| 152958 - | 2000 GX47           | 5 aprilie 2000    | Socorro            | LINEAR             |
| 152959 - | 2000 GJ50           | 5 aprilie 2000    | Socorro            | LINEAR             |
| 152960 - | 2000 GA52           | 5 aprilie 2000    | Socorro            | LINEAR             |
| 152961 - | 2000 GH60           | 5 aprilie 2000    | Socorro            | LINEAR             |
| 152962 - | 2000 GZ67           | 5 aprilie 2000    | Socorro            | LINEAR             |
| 152963 - | 2000 GF68           | 5 aprilie 2000    | Socorro            | LINEAR             |
| 152964 - | 2000 GP82           | 4 aprilie 2000    | Socorro            | LINEAR             |
| 152965 - | 2000 GW86           | 4 aprilie 2000    | Socorro            | LINEAR             |
| 152966 - | 2000 GK104          | 7 aprilie 2000    | Socorro            | LINEAR             |
| 152967 - | 2000 GV105          | 7 aprilie 2000    | Socorro            | LINEAR             |
| 152968 - | 2000 GX116          | 2 aprilie 2000    | Kitt Peak          | Spacewatch         |
| 152969 - | 2000 GC117          | 2 aprilie 2000    | Kitt Peak          | Spacewatch         |
| 152970 - | 2000 GB120          | 5 aprilie 2000    | Kitt Peak          | Spacewatch         |
| 152971 - | 2000 GU120          | 5 aprilie 2000    | Kitt Peak          | Spacewatch         |
| 152972 - | 2000 GD121          | 5 aprilie 2000    | Kitt Peak          | Spacewatch         |
| 152973 - | 2000 GV121          | 6 aprilie 2000    | Kitt Peak          | Spacewatch         |
| 152974 - | 2000 GZ122          | 7 aprilie 2000    | Socorro            | LINEAR             |
| 152975 - | 2000 GM135          | 8 aprilie 2000    | Socorro            | LINEAR             |
| 152976 - | 2000 GK140          | 4 aprilie 2000    | Anderson Mesa      | LONEOS             |
| 152977 - | 2000 GJ141          | 7 aprilie 2000    | Anderson Mesa      | LONEOS             |
| 152978 - | 2000 GJ147          | 13 aprilie 2000   | Anderson Mesa      | LONEOS             |
| 152979 - | 2000 GR148          | 5 aprilie 2000    | Socorro            | LINEAR             |
| 152980 - | 2000 GP150          | 5 aprilie 2000    | Socorro            | LINEAR             |
| 152981 - | 2000 GM156          | 6 aprilie 2000    | Socorro            | LINEAR             |
| 152982 - | 2000 GM158          | 7 aprilie 2000    | Anderson Mesa      | LONEOS             |
| 152983 - | 2000 GB162          | 7 aprilie 2000    | Anderson Mesa      | LONEOS             |
| 152984 - | 2000 GJ162          | 8 aprilie 2000    | Socorro            | LINEAR             |
| 152985 - | 2000 GS182          | 4 aprilie 2000    | Anderson Mesa      | L. H. Wasserman⁠(d) |
| 152986 - | 2000 HS3            | 26 aprilie 2000   | Kitt Peak          | Spacewatch         |
| 152987 - | 2000 HM14           | 27 aprilie 2000   | Socorro            | LINEAR             |
| 152988 - | 2000 HH22           | 29 aprilie 2000   | Socorro            | LINEAR             |
| 152989 - | 2000 HO23           | 30 aprilie 2000   | Socorro            | LINEAR             |
| 152990 - | 2000 HB26           | 24 aprilie 2000   | Anderson Mesa      | LONEOS             |
| 152991 - | 2000 HV37           | 30 aprilie 2000   | Socorro            | LINEAR             |
| 152992 - | 2000 HD38           | 28 aprilie 2000   | Kitt Peak          | Spacewatch         |
| 152993 - | 2000 HH44           | 26 aprilie 2000   | Anderson Mesa      | LONEOS             |
| 152994 - | 2000 HX44           | 26 aprilie 2000   | Anderson Mesa      | LONEOS             |
| 152995 - | 2000 HW53           | 29 aprilie 2000   | Socorro            | LINEAR             |
| 152996 - | 2000 HM60           | 25 aprilie 2000   | Anderson Mesa      | LONEOS             |
| 152997 - | 2000 HH71           | 24 aprilie 2000   | Anderson Mesa      | LONEOS             |
| 152998 - | 2000 HG79           | 28 aprilie 2000   | Anderson Mesa      | LONEOS             |
| 152999 - | 2000 HW85           | 30 aprilie 2000   | Anderson Mesa      | LONEOS             |
| 153000 - | 2000 HP86           | 30 aprilie 2000   | Anderson Mesa      | LONEOS             |